# Strasbourg International 1998
Die Strasbourg International 1998 im Badminton fanden vom 8. bis zum 10. Mai 1998 in Strasbourg statt.

## Finalergebnisse
| Disziplin    | Sieger                      | Finalist                      | Ergebnis         |
| ------------ | --------------------------- | ----------------------------- | ---------------- |
| Herreneinzel | Dharma Gunawi               | Morten Grove                  | 15–7, 15–4       |
| Dameneinzel  | Nicole Grether              | Heike Schönharting            | 8–11, 11–3, 11–6 |
| Herrendoppel | Dharma Gunawi Yoseph Phoa   | Anders Hansson Robert Larsson | 15–7, 9–15, 15–8 |
| Damendoppel  | Lotta Andersson Margit Borg | Nicole Grether Anja Weber     | 15–3, 15–9       |
| Mixed        | Robert Larsson Margit Borg  | Janek Roos Janne Mogensen     | 15–11, 15–11     |